# Alan Dunne
Alan Dunne (Dublino, 23 agosto 1982) è un ex calciatore irlandese, di ruolo difensore, assistente manager del Bromley.

## Carriera
Ha giocato più di 100 partite in Championship, tutte con la maglia del Millwall, club con cui tra il 2000 ed il 2015 ha giocato complessivamente 388 partite ufficiali fra campionati e coppe.

## Palmarès

### Club

#### Competizioni nazionali
- Campionato inglese di terza divisione: 1

Millwall: 2000-2001